# Каменний Брод (Єльниківський район)
Ка́менний Брод (рос. Каменный Брод, ерз. Каменный Брод) — село у складі Єльниківського району Мордовії, Росія. Входить до складу Єльниківського сільського поселення.
Населення — 67 осіб (2010; 80 у 2002).
Національний склад (станом на 2002 рік):
- росіяни — 90 %